# Bellissima (film 2000)
Bellissima – polski film obyczajowy z 2000 roku, w reżyserii Artura Urbańskiego.
Film z cyklu Pokolenie 2000, składającego się ponadto z filmów Inferno, Moje miasto i Moje pieczone kurczaki.

## Obsada aktorska
- Maria Góralczyk − Marysia Bielak
- Ewa Kasprzyk − Elżbieta, matka Marysi
- Paweł Wilczak − sąsiad Kuba
- Maria Morin-Kielar − Maria, dziewczyna Kuby
- Andrzej Czułowski − „Farbowany”
- Katarzyna Bargiełowska − Baśka, koleżanka Elżbiety
- Łukasz Garlicki − Andrzej „Książę”
- Bernard Hanaoka − Giordano Mall, impresario z Mediolanu
- Xawery Żuławski
- Lucyna Ziemiewicz